# Темпо (српски часопис)
Темпо je био југословенски и српски недељни магазин о спорту, основан у Београду.

## Историјат
Основан је 1966. године у Београду као спортски недељни часопис под окриљем предузећа Политика АД. Већина његовог садржаја била је о фудбалу, а истицали су се и спортови попут рукомета, ватерпола, одбојке и кошарке. Темпо је деценијама био познат међу младима у СФРЈ, а након тога и у Србији, по објављивању постера спортиста.
Након појаве интернета, спортских сајтова и специјалних ТВ спортских канала почетком двехиљадитих година, Темпо се слабо продавао и престао да постоји 7. јула 2004. године. Тог дана изашао је последњи број овог часописа, а на насловној страни била је фудбалска репрезентација Грчке, која је тада освојила Европско првенство 2004.
Године 2007. покренут је часопис Темпо 21, а број 21 симболизовао је препород часописа у 21. веку. Ново издање Темпа излазило је сваке друге среде, а продавао се у Србији и многим државама широм света. Часопис је престао да излази 2009. године.